# Деревянное (Ровненская область)
Деревянно́е (укр. Дерев'яне́) — село в Зарянской сельской общине Ровненского района Ровненской области Украины.
Население по переписи 2001 года составляло 757 человек. Почтовый индекс — 35312. Телефонный код — 362. Код КОАТУУ — 5624684905.

## Достопримечательности
Свято-Троицкий храм.